# Fogones Lejanos
Fogones Lejanos es un programa de televisión de Cuatro, producido por la productora Molinos de Papel. En este programa un equipo de reporteros visita diferentes países del mundo para conocer de la mano de importantes chefs y de sus habitantes diferentes aspectos de la cocina local.

## Listado de programas
Los títulos de los programas corresponden a la plataforma mitele.es y las mediciones de audiencia a Kantar Media.
| Temporada | Temporada | Episodios | Estreno             | Final                    | Audiencia media | Audiencia media | Audiencia media |
| Temporada | Temporada | Episodios | Estreno             | Final                    | Espectadores    | Cuota           |                 |
| --------- | --------- | --------- | ------------------- | ------------------------ | --------------- | --------------- | --------------- |
|           | 1         | 10        | 20 de julio de 2014 | 14 de septiembre de 2014 | 761 000         | 5,4%            |                 |

## Temporada 1: 2014
| Programa | País                              | Nombre del programa                      | Fecha de emisión         | Share | Espectadores |
| -------- | --------------------------------- | ---------------------------------------- | ------------------------ | ----- | ------------ |
| 1x01     | Bandera de Japón                  | Tokio                                    | 20 de julio de 2014      | 5,3%  | 810 000      |
| 1x02     | Bandera de Italia                 | Sur de Italia                            | 27 de julio de 2014      | 5,8%  | 828 000      |
| 1x03     | Bandera de Kenia                  | Kenia                                    | 3 de agosto de 2014      | 4,7%  | 652 000      |
| 1x04     | Bandera de Estados Unidos         | Nueva York                               | 10 de agosto de 2014     | 4,4%  | 568 000      |
| 1x05     | Bandera de Brasil                 | Río de Janeiro                           | 17 de agosto de 2014     | 6,2%  | 732 000      |
| 1x06     | Bandera de Argentina              | Argentina, asada y a la parrilla         | 17 de agosto de 2014     | 5,4%  | 718 000      |
| 1x07     | Bandera de Taiwán                 | Made in Taiwán                           | 24 de agosto de 2014     | 6,1%  | 743 000      |
| 1x08     | Bandera de Emiratos Árabes Unidos | Dubái, la extravagancia de Oriente Medio | 24 de agosto de 2014     | 5,9%  | 798 000      |
| 1x09     | Bandera de México                 | México                                   | 14 de septiembre de 2014 | 5,2%  | 859 000      |
| 1x10     | Bandera de Perú                   | Perú                                     | 14 de septiembre de 2014 | 5,2%  | 897 000      |